# Asin Thottumkal
Asin Thottumkal (malayalam: അസിന്‍ തോട്ടുങ്കല്; nacida el 26 de octubre de 1985) es una premiada actriz de cine india del estado de Kerala. Actualmente, es considerada una de las actrices más populares de la industria de cine del sur de la India.
Hizo su debut como actriz en Narendra Makan Jayakanthan Vaka de Sathyan Anthikkad en el año 2001. Asin tuvo su primer éxito comercial con Amma Nanna O Tamila Ammayi en 2003, y ganó un Premio Filmfare a la mejor actriz telugu.
Después de varias películas exitosas crítica y comercialmente, recibió su segundo Premio Filmfare a la mejor actriz telugu por su participación en su segunda película en tamil, Ghajini (2005). Interpretó los papeles principales femeninos en dos películas exitosas consectuvias, Ghajini (2005) la cual es su mayor éxito comercial por el momento, y la comedia de acción Varalaru (2006) posicionándose como una de las principales actrices del cine del sur de la India. Últimamente, Asin hizo su debut en Bollywood, con Ghajini, la adaptación de su película en tamil.